# Milan Kvocera
Milan Kvocera (ur. 1 stycznia 1998 w Powaskiej Bystrzycy) – słowacki piłkarz występujący na pozycji napastnika w FC ViOn Zlaté Moravce.

## Kariera klubowa
Grę w piłkę nożną rozpoczął w wieku 7 lat w FK Raven Považská Bystrica. W latach 2007–2013 szkolił się w klubie FK Púchov, skąd w maju 2010 roku został wypożyczony do MFK Dubnica, z którym wziął udział w turnieju w Karlsruhe. Latem 2013 roku przeniósł się do akademii AS Trenčín. Latem 2016 roku został przez trenera Martina Ševelę włączony do składu pierwszej drużyny. 24 września 2016 zadebiutował w Fortuna Lidze w meczu ze Slovanem Bratysława (2:1). Tydzień później podpisał z AS Trenčín profesjonalny kontrakt. 27 listopada 2016 zdobył pierwszą bramkę w karierze w spotkaniu przeciwko MFK Ružomberok (3:3). Latem 2017 roku zaliczył 3 występy w kwalifikacjach Ligi Europy 2017/18. 16 sierpnia 2019 jego umowa została rozwiązana za porozumieniem stron. Łącznie rozegrał 35 ligowych meczów (z czego 34 w niepełnym wymiarze czasowym) i zdobył 2 gole.
We wrześniu 2019 roku Kvocera został zawodnikiem MFK Zemplín Michalovce. W sezonie 2019/20 zanotował dla tego klubu 15 ligowych spotkań i strzelił 2 bramki. W sierpniu 2020 roku podpisał dwuletnią umowę z Radomiakiem Radom (I liga), prowadzonym przez Dariusza Banasika. W rundzie jesiennej sezonu 2020/21 zaliczył 6 występów (wszystkie jako zmiennik), po czym opuścił zespół. W styczniu 2021 roku został graczem drugoligowej FK Dukla Bańska Bystrzyca, gdzie rozegrał 14 spotkań i strzelił 3 gole. Na koniec sezonu 2020/21 dotarł ze swoim zespołem do play-off o udział w słowackiej ekstraklasie, przegranych z FK Senica 2:3 w dwumeczu. Latem 2021 roku Kvocera ponownie został piłkarzem MFK Zemplín Michalovce. Łącznie rozegrał w jego barwach 11 ligowych spotkań – we wszystkich wchodząc z ławki – nie zdobył żadnej bramki. Na początku stycznia 2022 roku odszedł z klubu i przez 7 miesięcy pozostawał bez pracodawcy.
14 lipca 2022 Kvocera podpisał roczny kontrakt z Wisłą Płock trenowaną przez Pavola Staňo. 13 sierpnia zadebiutował w Ekstraklasie w zremisowanym 2:2 meczu z Pogonią Szczecin, w którym wszedł na boisko w 84. minucie za Dominika Furmana. W grudniu 2022 roku przedłużył swoją umowę o 1,5 roku. W sezonie 2022/23 rozegrał łącznie 10 ligowych spotkań (we wszystkich wchodził z ławki) oraz 1 mecz w Pucharze Polski ze Skrą Częstochowa (3:1), w którym zdobył bramkę. Po zakończeniu rozgrywek odszedł do FC ViOn Zlaté Moravce.

## Kariera reprezentacyjna
W latach 2016–2017 Kvocera występował w reprezentacji Słowacji U-19, w której zaliczył 9 występów, w tym 6 w kwalifikacjach Mistrzostw Europy 2017. W 2018 roku rozegrał 4 mecze towarzyskie w kadrze U-20, prowadzonej przez Pavla Hapala. W 2019 roku zanotował 3 występy i zdobył 1 bramkę w meczach towarzyskich w reprezentacji Słowacji U-21 trenowanej przez Adriána Guľę.